# Berilje
Berilje (cyr. Бериље) – wieś w Serbii, w okręgu toplickim, w mieście Prokuplje. W 2011 roku liczyła 738 mieszkańców.